# Life Racing Engines
Life Racing Engines je bivša momčad Formule 1 koja je u tom natjecanju nastupala 1990. Osnivač momčadi je bio Ernesto Vita koji je imenovao momčad engleskim prijevodom njegovog prezimena (Vita=Life). 
Sjedište momčadi je bilo u Reggio Emiliji, a tvornica u Formiginu. Ali to nije bila standardna tvornica, kakvu je imala većina momčadi, jer je imala tek standardne alate, skladište, obični dinamometar i AVL kompjutere za očitavanje podataka, koji su bili korišteni za razvoj motora. Zbog toga nisu bili u stanju razviti svoju šasiju, nego su je kupili od First Racinga, koji je bezuspješno pokušao ući u Formulu 1 1989. i stavili motor u tu karoseriju. Bolid je bio spreman i 1990. su započeli testiranja na Vallelungi i Monzi.
Vozač u prve dvije utrke je bio sin prvaka Formule 1 Jacka Brabhama, Gary Brabham, a test vozač je bio Franco Scapini. U prve dvije utrke nisu mogli proći pretkvalifikacije, a Brabham napušta momčad nakon što mu je motor prokuhao 400 metara poslije izlaska iz boksa jer mehaničari iz protesta nisu namjerno natočili ulje u motor.
Poslije njega za momčad nastupa Bruno Giacomelli, veteran koji je zadnji put prije toga u Formuli 1 bio 1983.godine. Rezultati se nisu poboljšali, a bolid nije mogao izdržati više od 8 krugova bez kvara. Bolid je po riječima Bruna Giacomellija bio toliko spor da se bojao da se netko slučajno ne zabije u njega. Momčad nijednom nije uspjela proći pretkvalifikacije, a nakon VN Španjolske su se povukli iz natjecanja.

## Vanjske poveznice
- Life - Stats F1